# Daisies
«Daisies» (с англ. — «Ромашки») — песня, записанная американской певицей Кэти Перри. Премьера песни состоялась 15 мая 2020 года, она стала лид-синглом с альбома Smile.

## История
7 мая 2020 года Кэти объявила через социальные сети, что её предстоящий сингл под названием «Daisies» будет выпущен 15 мая 2020 года. В тот же день была опубликована обложка сингла, на которой Кэти, улыбаясь, лежит в желтых маргаритках. На следующий день стало известно, что Кэти планирует открыть свой онлайн-цветочный магазин «Katy’s Daisies», на котором бесплатно можно будет заказать поздравление и открытку для близкого человека. В ассортименте двенадцать букетов, в каждом из которых есть пожелания со строчками из песен.
11 мая в Facebook Кэти поделилась впечатлениями о песне: «Эта песня о ваших мечтах и целях, которые вы, ребята, хотите достигнуть. Эта песня о следовании за своей мечтой и о её достижении. Не нужно позволять никому и ничему вставать на вашем пути».
29 мая был выпущен ремикс на песню от диджея MK.

## Музыкальное видео
Официальный видеоклип был презентован в тот же день, что и сингл, 15 мая 2020 года. Режиссёром стала Лиза Волошин. Клип был снят во время карантина, демонстрируя беременную Перри на природе. Певица рассказала, что музыкальное видео изначально задумывалось другое, но из-за пандемии коронавируса съёмка, назначенная на 13 марта 2020 года, была отменена, позже был снят клип в карантинных условиях.
26 мая состоялся релиз анимационного лирик-видео на песню, снятого Валле Думаелем.

## Коммерческий приём
«Daisies» дебютировал с сороковой позиции в американском чарте Billboard Hot 100, став двадцать пятой композицией Кэти, которая вошла в топ-40 чарта. Также песня дебютировала в чарте Digital Songs на третьем месте с продажами в 20 000 копий. В Шотландии песня заняла 4 место в сингловом чарте. В чартах Австралии, Канады, Ирландии и Великобритании песня вошла в топ-40.

## Критический приём
Сингл получил положительные отзывы критиков. Алекса Кэмп из журнала Slant описала его как «атмосферную балладу». Бриттани Спанос из Rolling Stone описывает новую работу Перри как «вдохновляющую песню о силе человеческого духа […] блистательный трек». Чак Арнольд из The New York Post назвал данную песню лучшей песней Перри с 2013 года, когда был выпущен Prism. Джем Асвад из Variety заметил, что Кэти «достигла нового уровня как певица» и сравнил трек с «Firework».

## Концертные выступления
Кэти впервые исполнила сингл «Daisies» 15 мая в прямом эфире на платформе Amazon Live. 16 мая она исполнила её в прямом эфире в приложении Houseparty. Также она это сделала в финале 18 сезона шоу «American Idol» 17 мая 2020 года. 22 мая Кэти Перри выступила со своим новым синглом на утреннем шоу «Good Morning America», открыв тем самым серию летних концертов GMA. 27 мая Кэти дала онлайн-концерт «iHeart Radio Living Room Concert», где также исполнила «Daisies».

## Список композиций
Цифровая загрузка, стриминг
1. «Daisies» — 2:53

Цифровая загрузка, стриминг (MK Remix)
1. «Daisies» (MK Remix) — 3:34

Цифровая загрузка, стриминг (Oliver Heldens remix)
1. «Daisies» (Oliver Heldens remix) — 3:35

Цифровая загрузка, стриминг (Acoustic)
1. «Daisies» (Acoustic) — 3:05

7" single
- Сторона «A» — «Daisies» — 2:53
- Сторона «B» — «Daisies» (instrumental) — 2:53

## Чарты
| Чарт (2020)                                | Пиковая позиция |
| ------------------------------------------ | --------------- |
| Австралия (ARIA)                           | 37              |
| Австрия (Ö3 Austria Top 40)                | 64              |
| Бельгия/Фландрия (Ultratip Bubbling Under) | 6               |
| Бельгия/Валлония (Ultratip Bubbling Under) | 34              |
| Канада (Billboard Canadian Hot 100)        | 37              |
| Канада (Billboard AC)                      | 43              |
| Канада (Billboard CHR/Top 40)              | 48              |
| Канада (Billboard Hot AC)                  | 48              |
| Чехия (Singles Digitál Top 100)            | 68              |
| Хорватия (HRT)                             | 12              |
| Европа (Billboard Euro Digital Song Sales) | 6               |
| Греция (IFPI)                              | 67              |
| Венгрия (Single Top 40)                    | 23              |
| Ирландия (IRMA)                            | 27              |
| Италия (FIMI)                              | 70              |
| Япония (Billboard Hot Overseas)            | 12              |
| Литва (AGATA)                              | 46              |
| Нидерланды (Single Tip)                    | 7               |
| Нидерланды (Dutch Top 40 Tipparade)        | 14              |
| Новая Зеландия (RMNZ Hot Singles)          | 3               |
| Шотландия (OCC Scotland)                   | 4               |
| Словакия (Singles Digitál Top 100)         | 74              |
| Испания (Billboard Digital Song Sales)     | 4               |
| Швеция (Sverigetopplistan Heatseeker)      | 10              |
| Швейцария (Schweizer Hitparade)            | 57              |
| Великобритания (OCC UK Singles)            | 37              |
| США (Billboard Hot 100)                    | 40              |
| США (Billboard Adult Contemporary)         | 13              |
| США (Billboard Digital Song Sales)         | 3               |
| США (Billboard Adult Pop Airplay)          | 9               |
| США (Billboard Pop Airplay)                | 28              |
| США (Rolling Stone Top 100)                | 28              |
| Венесуэла (Record Report)                  | 38              |

## История релизов
| Регион         | Дата         | Формат                                 | Лейбл              | Прим.  |
| -------------- | ------------ | -------------------------------------- | ------------------ | ------ |
| Мир            | 15 мая 2020  | Цифровая загрузка, стриминг            | Capitol            | [ 1 ]  |
| Австралия      | 15 мая 2020  | Contemporary hit radio                 | Capitol            | [ 55 ] |
| Италия         | 15 мая 2020  | Contemporary hit radio                 | Universal          | [ 56 ] |
| Великобритания | 15 мая 2020  | Contemporary hit radio                 | Universal          | [ 57 ] |
| США            | 18 мая 2020  | Adult contemporary radio               | Capitol            | [ 58 ] |
| Мир            | 29 мая 2020  | Цифровая загрузка, стриминг (MK Remix) | Capitol            | [ 7 ]  |
| США            | 9 июня 2020  | Contemporary hit radio                 | Capitol            | [ 59 ] |
| Мир            | 31 июля 2020 | 7" single                              | Capitol, Universal | [ 28 ] |